# 岩泉舞
岩泉 舞（いわいずみ まい、1970年7月13日 - ）は、日本の漫画家。北海道室蘭市出身。1989年、「ふろん」がホップ☆ステップ賞にて佳作を受賞しデビュー。以後1994年まで、『週刊少年ジャンプ』に短編作品を執筆した。1999年から『月刊Vジャンプ』に作品を掲載していた。
読みきり作品が中心であり、しかもきわめて寡作だったため、2021年までは代表作である『七つの海 - 岩泉舞短編集1』が唯一の単行本であった。
2015年には、マンガ図書館Zで『七つの海 - 岩泉舞短編集1』が公開された。「七つの海」の冒頭3ページは、岩泉が所有していたカラー原画を使用している。
2021年3月2日、Twitterにて『七つの海』に雑誌掲載当時のカラーページと未収録作品、描き下ろし作品を含めた短編集『岩泉舞作品集　MY LITTLE PLANET』の発売が発表され、岩泉本人のイラスト入りコメントも同時に公開された。

## 作品リスト

### 漫画作品
- ふろん （1989年、『週刊少年ジャンプ オータムスペシャル』掲載）
- 忘れっぽい鬼 （1989年、『週刊少年ジャンプ ウインタースペシャル』掲載）
- たとえ火の中… （1990年、『週刊少年ジャンプ』第25号掲載）
- 七つの海 （1991年、『週刊少年ジャンプ』第21・22合併号掲載）
- COM COP （1991年、『週刊少年ジャンプ』第39号掲載）
- COM COP2 （1992年、『週刊少年ジャンプ』第10号掲載）
- KING -キング-  （1992年、『週刊少年ジャンプ』第49号掲載）
- クリスマスプレゼント （1993年、『週刊少年ジャンプ』第3・4合併号掲載） - 原作：武論尊
- COM COP3 〜夢見る佳人〜 （1993年、『週刊少年ジャンプ』第52号掲載） - 原作：村山由佳
- リアルマジック （1994年、『サマースペシャル』掲載）
- MY LITTLE PLANET
- ロボットを捨てに行く （2022年、Web描き下ろし）
- ミレンさんの壺（2022年、『eBigComic4』連載[6]） - 初連載作品[6]

### 書籍
- 『七つの海 - 岩泉舞短編集1』 集英社〈ジャンプ・コミックス〉、1992年5月13日第1刷発行、ISBN 4-08-871469-5
  - 「ふろん」 「忘れっぽい鬼」 「たとえ火の中…」「七つの海」 「COM COP」 「COM COP2」の6編を収録。
- 『岩泉舞作品集 MY LITTLE PLANET』 小学館クリエイティブ〈単行本〉、2021年5月31日発売[7][8]、ISBN 978-4-7780-3839-7
  - 「MY LITTLE PLANET」「ふろん」「忘れっぽい鬼」「たとえ火の中…」「七つの海」「COM COP」「COM COP2」「KING」「COM COP〜夢みる佳人〜」「クリスマスプレゼント」を収録[7]。
- 『岩泉舞作品集 ミレンさんの壺』小学館クリエイティブ、2024年2月16日発売[9]、ISBN 978-4-7780-3348-4
  - 「ミレンさんの壺」「ロボットを捨てに行く」を収録[9]。